# Мокрый Чалтырь (река)
Мо́крый Ча́лтырь — река в Ростовской области России, правый приток Мёртвого Донца (один из рукавов дельты Дона). Крупнейший приток — река Хавалы (левый). Общее падение реки — 100,4 м.

## Название
Река имеет второе название — балка Калмыцкая, а до впадения левого притока, балки Первой, называется Третьей балкой.
В Ростовской области есть также река Сухой Чалтырь. От названия реки получили своё название следующие объекты: село Чалтырь, село Мокрый Чалтырь, станция Мокрый Чалтырь.

## Течение
Река берёт начало на водоразделе с рекой Тузлов, к юго-востоку от села Карпо-Николаевка Мясниковского района Ростовской области. Вначале течёт на юго-запад. После поворачивает на юго-восток и принимает два левых притоков: Вторую балку и Первую балку. Далее основное направление течения на юг, с небольшим отклонением к западу. У села Крым принимает свой крупнейший приток — реку Хавалы (Озан, в верховьях балка Волчье Логово). Затем протекает через село Чалтырь. После Чалтыря реку пересекает трасса М23 «Ростов-на-Дону — Мариуполь». Перед устьем реку пересекает железная дорога Ростов-на-Дону — Таганрог. Впадает в реку Мёртвый Донец с правой стороны, к югу от села Мокрый Чалтырь.

## История
В верхнем течении реки было обнаружено древнее поселение. Остатки поселения представляют собой развалины трёх землянок, разместившихся на площади в 250 м² и углублённых в почву примерно на метр. Приблизительный возраст поселения — примерно 3,5 тысячи лет.

## Водный режим
Река представляет собой большую балку с постоянным током воды. Питание реки родниковое.

## Бассейн

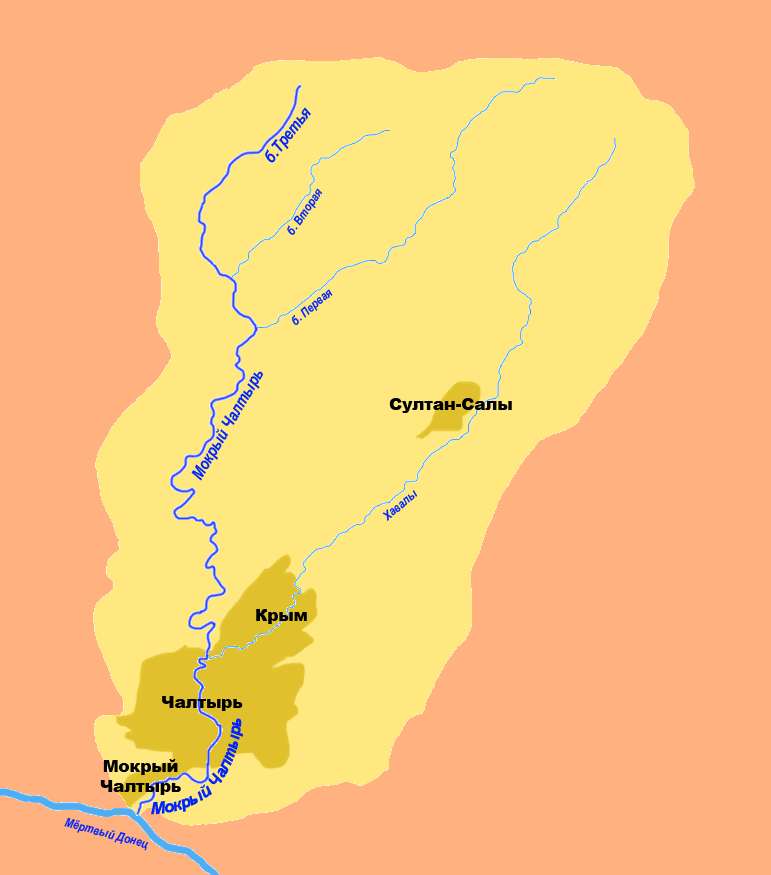
Бассейн Мокрого Чалтыря

Мокрый Чалтырь — типичная река Северного полушария с высоким правым берегом и пологим левым, а также с более развитой левой частью бассейна. Бассейн полностью расположен на территории Мясниковского района Ростовской области. На территории бассейна реки расположены четыре населённых пункта: Крым, Мокрый Чалтырь, Султан-Салы, Чалтырь (все они сёла). Также в бассейне реки (на реке и её притоках) сооружены пруды.
- Мокрый Чалтырь
  - б. Вторая — (л)
  - б. Первая — (л)
  - б. Банта-Бур — (п)
  - Хавалы — (л)[3]

## Населённые пункты
- с. Крым
- с. Чалтырь
- с. Мокрый Чалтырь

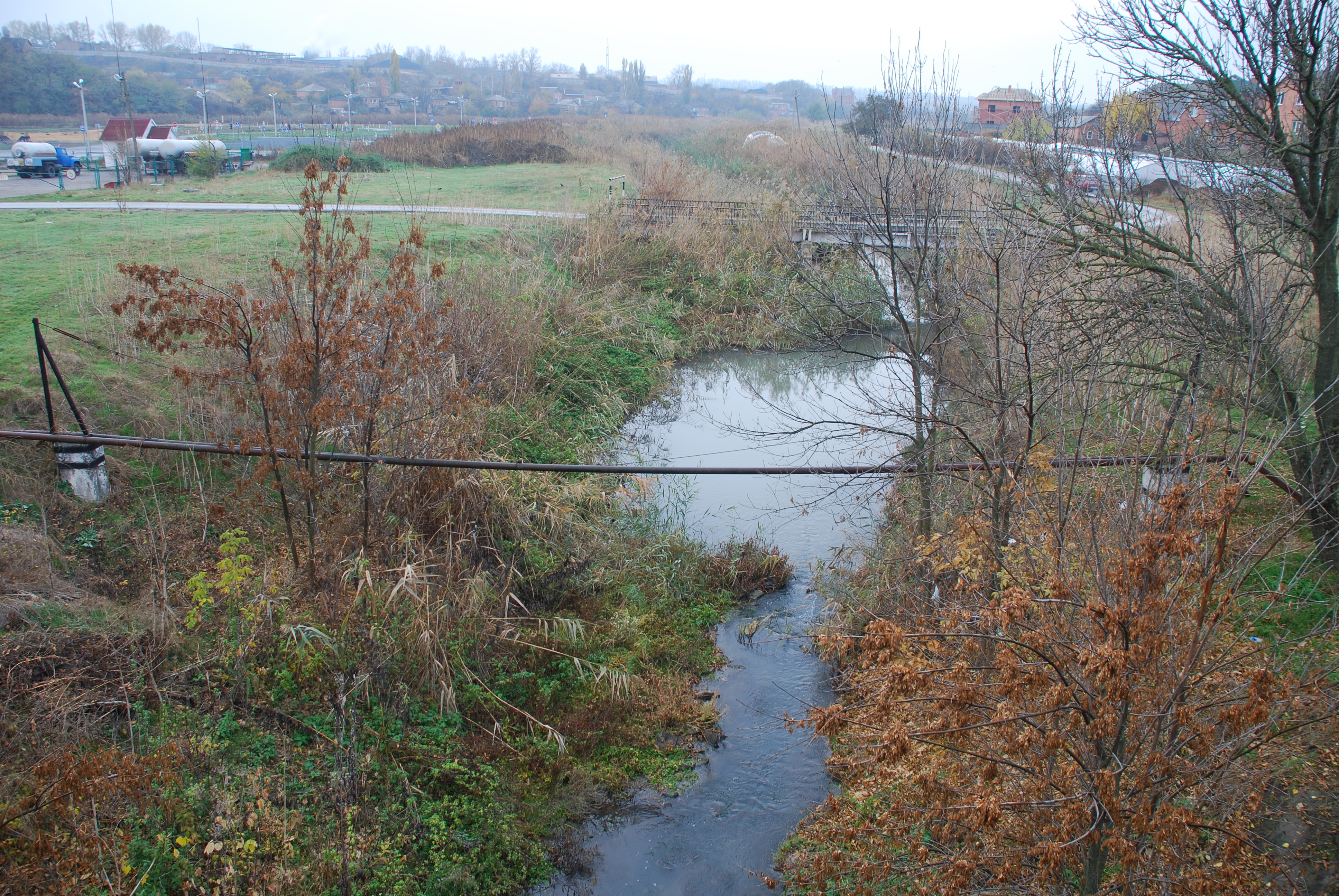
Река в селе
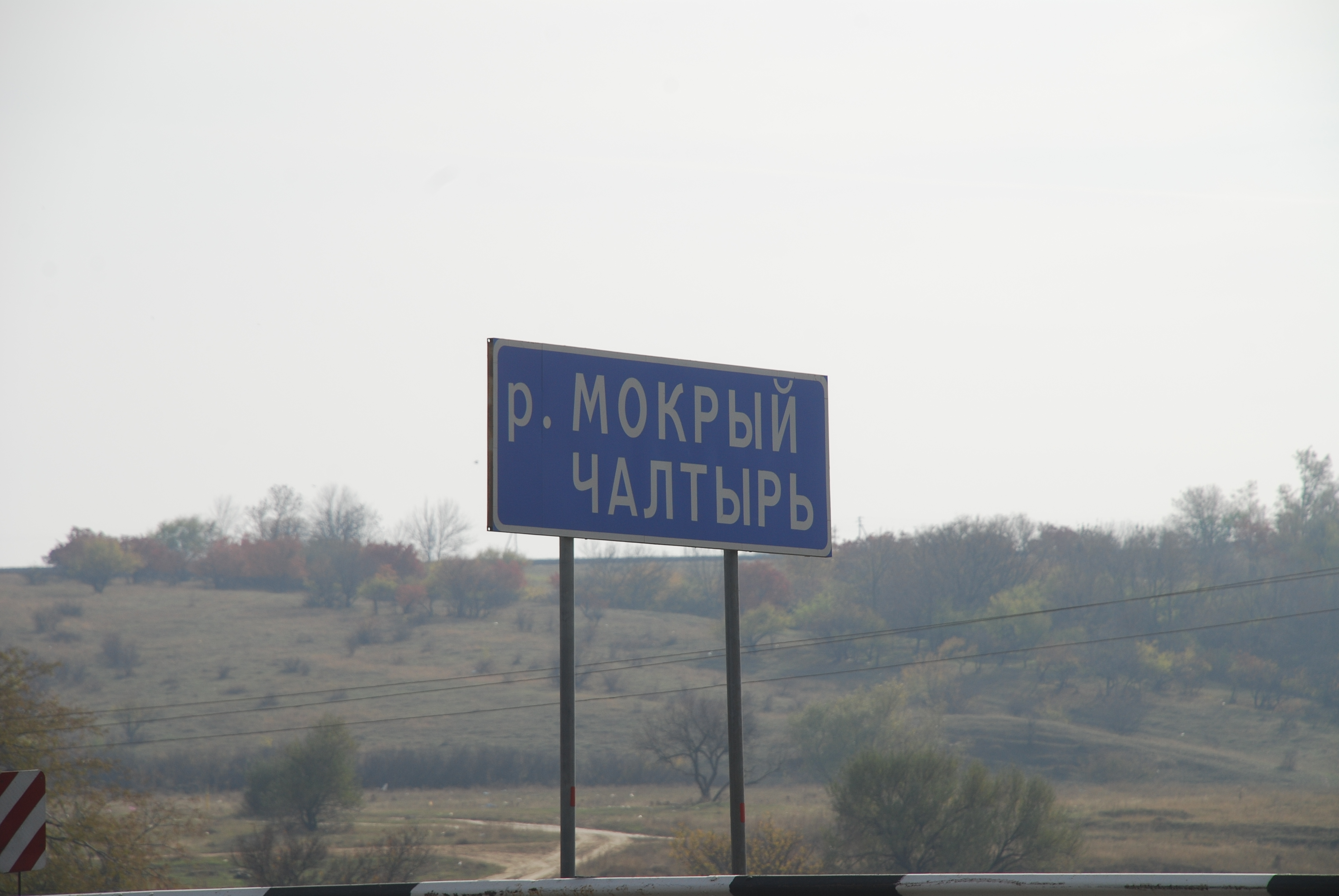
Дорожный указатель
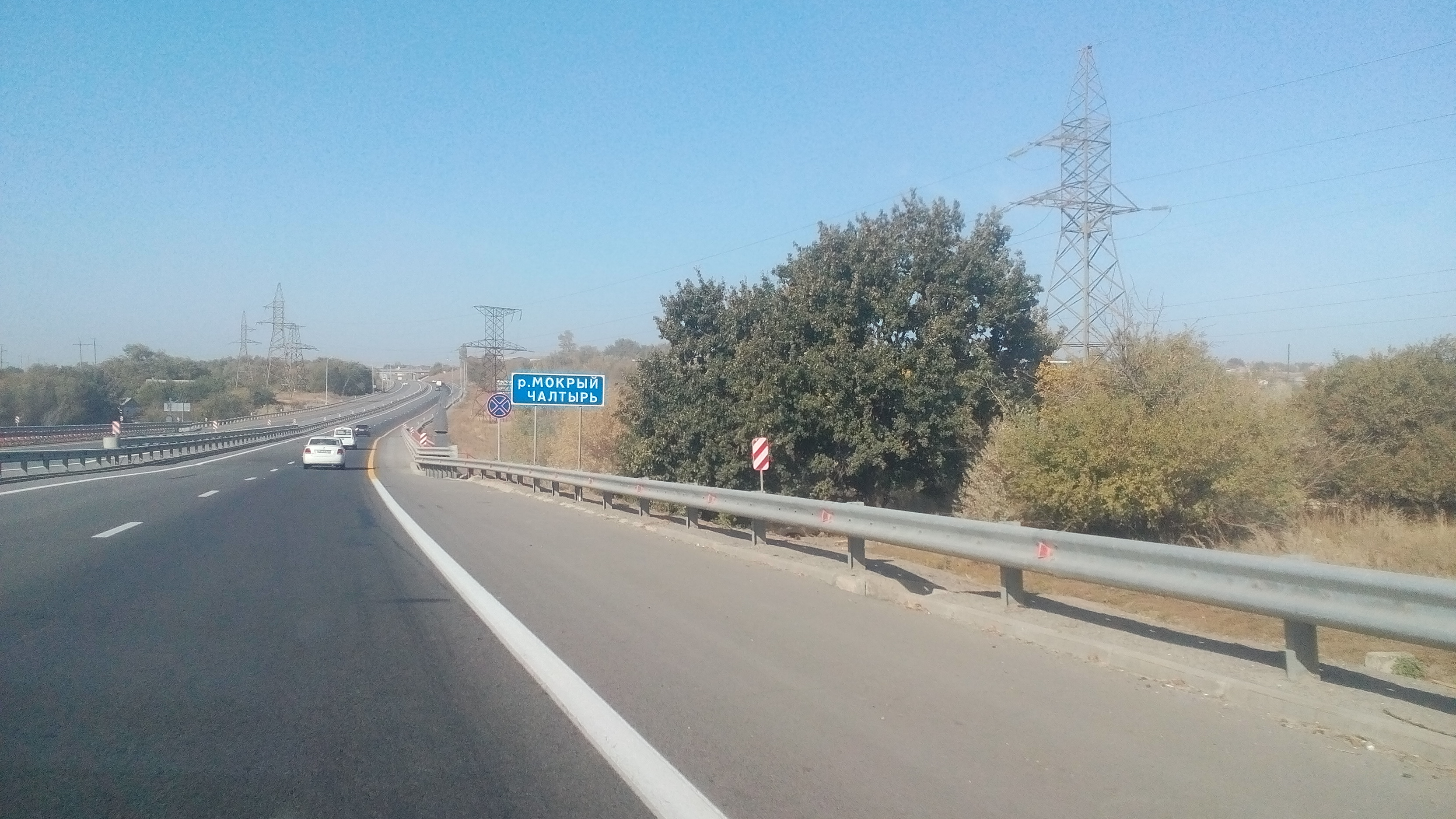
Автомобильный мост